# Katayama Masao

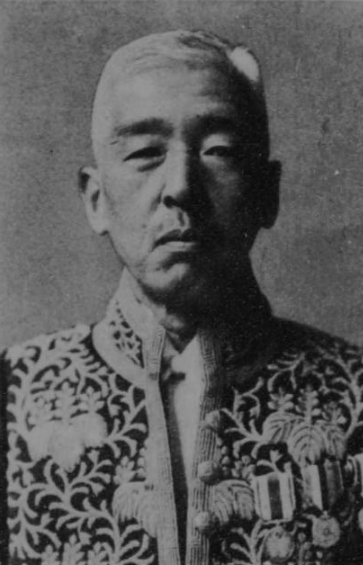
Masao Katayama Schulleiter, Tokyo Kaisei Junior High School (1936)

Katayama Masao (jap. 片山 正夫; * 11. September 1877, Präfektur Okayama; † 11. Juni 1961) war ein japanischer Physikochemiker.
Katayama war an der Universität Tokio Schüler von Sakurai Jōji, einem der ersten Chemieprofessoren in Tokio (ab 1882), der am University College London bei  Alexander William Williamson studiert hatte und ein entschiedener Vertreter der Atomtheorie wurde und der ein Programm verfolgte, Messmethoden der Experimentalphysik in der Chemie anzuwenden auf die Erforschung der Schwingungen und Dynamik von Molekülen. Katayama ging nach seinem Abschluss 1900 zum weiteren Studium an die Universität Zürich zu Richard Lorenz und 1905 bis 1909 an die Humboldt-Universität zu Berlin zu Walther Nernst und Max Bodenstein. 1911 wurde Katayama der erste Professor für Physikalische Chemie an der Universität Tōhoku und 1919 der Nachfolger von Sakurai als Professor für Physikalische Chemie in Tokio.
1914 veröffentlichte er ein in Japan einflussreiches Lehrbuch der Physikalischen Chemie. Er befasste sich vor allem mit Oberflächen- und Kolloidchemie. 1916 veröffentlichte er eine nach ihm benannte Gleichung über den Zusammenhang von Oberflächenspannung und Temperatur in einer Flüssigkeit.
Zu seinen Schülern zählt sein Nachfolger als Professor Mizushima San’ichirō.

## Schriften (Auswahl)
- Kagaku honron (化学本論, „Grundlagen der Chemie“). 1914
- Chūtō rigaku kyōkasho (中等理化教科書, „Lehrbuch der physikalischen Chemie für die Mittelstufe“). Uchida Rōkakuho, 1917
- Butsurikagaku no kenkyū (化学実験総論 物理化学の研究, „Studium der physikalischen Chemie“). In: Kagaku jikkengaku: dai-1-bu, dai-1-kan: kagaku jiken sōron (化學實驗學 第1部 第1巻 化學實驗總論, „Chemisches Experimentieren: Abteilung 1, Band 1: Einführung in Chemieversuche“). Kawade Shobō, Tokio 1940
- Bunshi netsurikigaku sōron (分子熱力学総論, „Einführung in die molekulare Thermodynamik“). Kawade Shobō, Tokio 1947